# Всемирная профессиональная ассоциация по здоровью трансгендерных людей
Всемирная профессиональная ассоциация по здоровью трансгендерных людей (англ. World Professional Association for Transgender Health, или WPATH), ранее — Международная ассоциация по гендерной дисфории имени Гарри Бенджамина (англ. Harry Benjamin International Gender Dysphoria Association, или HBIGDA), — многопрофильная профессиональная организация, чьей задачей является изучение, исследование, разработка методов помощи при расстройствах гендерной идентичности, в частности, транссексуальности и трансгендерности, защита интересов и поощрение доказательной медицинской помощи транссексуальным, трансгендерным и гендерно-неконформным людям. Основана в 1979 году.
Организация получила своё первоначальное название в честь Гарри Бенджамина, одного из первых врачей, занимавшихся изучением и лечением транссексуальности и пионера гормонотерапии и гендерно-аффирмативных хирургических операций.
Ассоциация более всего известна публикацией Стандартов медицинской помощи транссексуальным, трансгендерным и гендерно неконформным людям. Эти стандарты послужили основой для разработки норм медицинского и правового регулирования вопросов трансгендерного перехода, разрешений на операции, смену документов и т. д. Ассоциация также предоставляет различную информацию как для профессионалов, так и для потребителей их услуг, проводит научные симпозиумы-бьеннале и исследования по вопросам половой и гендерной идентичности, и разрабатывает этические рекомендации для специалистов, занимающихся медицинской помощью транссексуальным, трансгендерным и гендернонеконформным людям.

## Стандарты медицинской помощи
WPATH разрабатывает, публикует и пересматривает руководящие принципы лечения для лиц с гендерной дисфорией под названием "Стандарты медицинской помощи транссексуальным, трансгендерным и гендерно неконформным людям", общая цель данного документа - предоставить клиническое руководство для медицинских работников по оказанию помощи трансперсонам и гендерно-некомфорным людям, с безопасными и эффективными путями достижения личного комфорта со своими гендерными "я", чтобы максимизировать их общее состояние здоровья, психологическое благополучие и самореализацию. Чтобы идти в ногу с растущими научными данными, WPATH периодически заказывает обновление Стандартов медицинской помощи, а Руководящий комитет по рекомендациям WPATH контролирует процесс разработки рекомендаций. Первая версия Стандартов медицинской помощи была опубликована в 1979 году. Версии были выпущены в 1979 году (1-я)., 1980 (2-я), 1981 (3-я), 1990 (4-я), 1998 (5-я), 2001 (6-я), and 2012 (7-я). WPATH выпустила версию 8, последнюю версию, в 2022 году; он описывается как основанный на “более строгом и методологическом подходе, основанном на доказательных данных, чем предыдущие версии”
Это международно признанный и влиятельный документ, в котором излагаются способы оказания пациентам помощи, связанной с транс-переходом. Ранние версии документа фокусировали гендерный переход на психологах и психиатрах и рассматривали трансгендерную идентичность как психическое заболевание. Начиная примерно с 2010 года, с давления со стороны транс-активистов WPATH начал публично выступать за депсихопатологизацию трансгендерных идентичностей в 7-й версии стандартов.